# Unió Nord-americana

Nord-amèrica

La Unió Nord-americana (North American Union en anglès, Unión Norteamericana en castellà) és una unió regional teòrica o hipotètica entre el Canadà, Mèxic i els Estats Units, possiblement similar en estructura a la Unió Europea, sovint incloent una moneda comuna, l'amero o el dòlar nord-americà. La idea de la integració regional ha estat discutida, proposada, o debatuda en els àmbits acadèmics, empresarials i polítics durant moltes dècades, però cap integració seriosa ha estat suggerida o fins i tot considerada seriosament pels governs de les tres nacions, i els governants de les tres nacions han dit que no hi ha cap pla per crear tal unió. La formació de la Unió Nord-americana també ha estat tema de diverses teories de conspiració.